# Leioproctus megachalceus
Leioproctus megachalceus là một loài Hymenoptera trong họ Colletidae. Loài này được Cockerell mô tả khoa học năm 1913.

## Hình ảnh

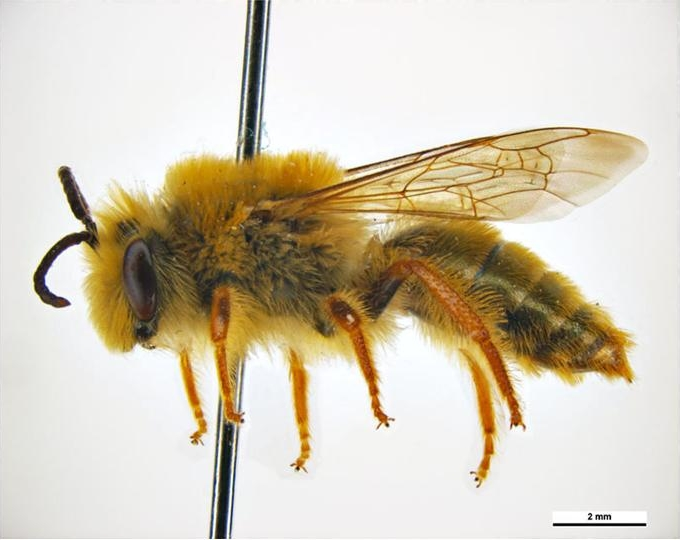